# Flugplatz French Frigate Shoals

i7
i11
i13
Der Flugplatz French Frigate Shoals nimmt fast den gesamten Platz auf der Insel Tern Island auf dem zu Hawaii gehörenden Atoll French Frigate Shoals ein.
Er wurde im Jahr 1942 von US-Soldaten des 5th Seabee Battalion als Stützpunkt für den Pazifikkrieg während des Zweiten Weltkriegs erbaut. Hierzu wurde die Insel zu ihrer heutigen Größe aufgeschüttet, so dass hier zusätzlich zur Start- und Landebahn Standplätze für bis zu 24 einmotorige Flugzeuge eingerichtet wurden. Während der Hauptbetriebszeit waren hier 188 Menschen stationiert, die alle drei Monate gegen frische Truppen aus Pearl Harbor ausgetauscht wurden. Er diente als Notlandeplatz für Flugzeuge, die zwischen Pearl Harbor und den Midwayinseln flogen und als Stützpunkt für Aufklärungsmissionen in der Umgebung.
1946 wurde die Insel von einer Flutwelle überspült, was die Navy dazu veranlasste, den Flugplatz aufzugeben.
Im Jahre 1952 baute die US-Küstenwache einen LORAN-Sender auf der Insel und der Flugplatz wurde für Post- und Unterstützungsflüge verwendet. Die US-Küstenwache benutzte den Flugplatz bis ins Jahr 1979.
Die US-Luftwaffe stationierte 1961–1963 eine portable Luftraumüberwachung an einem Ende der Insel, die von der Firma Bendix Radio Company mit 6–10 Mann betrieben wurde. Die Luftraumüberwachung gehörte zur PMR, der Pacific Missile Range, die nicht nur die Discoverer-Flüge der US-Luftwaffe, sondern auch die sowjetischen Raumflüge überwachte.
Heutzutage dient der Flugplatz zur Versorgung der auf der Insel stationierten Ranger des United States Fish and Wildlife Service.